# Thierry D. Lesales
Thierry D. Lesales (n. 1970) es un profesor de geografía francés nacido en Morne Rouge, en la ladera del volcán Monte Pelée, en el Departamento de Ultramar de la isla de Martinica.
Es una de las mayores autoridades modernas sobre el Monte Pelée y su devastadora y trágica erupción de 1902.

## Especialidades
Lesales es un experto investigador en Ciencias de la Tierra y Geografía Humana, especializado en diseño y análisis de mapas.
Sus principales campos de investigación son los desastres naturales, análisis de riesgos y vulnerabilidades, impacto de catástrofes, estrategias de mitigación y desarrollo sustentable.
Según él mismo lo admite, su interés por estas materias proviene del hecho de haber nacido y haber sido criado en una de las aldeas destruidas por la devastadora erupción de 1902.

## Títulos académicos
Sus títulos de grado, todos obtenidos por la Universidad de las Antillas Francesas, son: Doctor en Geografía (2005), con Mención Honorífica por su tesis "Vulnerabilidad de las sociedades expuestas a los riesgos volcánicos en las Antillas Menores". Master de Geografía Científica (con honores), Grado en Geografía (con honores), Bachillerato en Geografía.

## Experiencia profesional
- Consultor Internacional, Director ejecutivo de consultoría.
- Académico Visitante, Centro de Investigación de Riesgos, Universidad de Kentucky.
- Contribuyente al Plan Estratégico de Mitigación de Riesgos de Kentucky.
- Docente Asociado del Departamento de Geografía de la Universidad de las Antillas Francesas.

## Trabajos publicados
Sus trabajos publicados incluyen, entre otros:
- The interest of cartography for a better perception and management of volcanic risk: From scientific to social representations The case of Mt. Pelée volcano, Martinique (Lesser Antilles), en Journal of Volcanology and Geothermal Research, vol. 186, pp. 186-194

- L'évaluation intégrée du risque volcanique. Application à la montagne Pelée (Martinique), en Pagney Benito-Espinal (Ed): Les interfaces ruptures, transitions et mutations, coll. Espaces tropicaux. Presses Universitaires de Bordeaux

- Creating Disaster Resistant Universities in the Caribbean, en Etudes Caribéennes, vol. 7, Université des Antilles et de la Guyane. data

- La disparité des territoires insulaires exposés aux risques volcaniques dans les Petites Antilles, en: Etudes Caribéennes, 2007. vol. 7 data

- L'évaluation intégrée du risque volcanique: application à la montagne Pelée, en: XIè Journées de Géographie Tropicale: les Interface, ruptures, transitions et mutations, Schoelcher, 7 al 10 de noviembre de 2005

- Des îles en sursis: une approche de la vulnérabilité aux risques volcaniques dans l'arc des Petites Antilles, en: XIè Journées de Géographie Tropicale: les Interface, ruptures, transitions et mutations, Schoelcher, 7 al 10 de noviembre de 2005

- Le désastre de la Pelée: un récit de voyage et d'observation à la Martinique (mai-juin 1902), Ibis Rouge Editions, 2002

- Des cartes pour gérer le risque volcanique à la Martinique (Antilles françaises), en: Revue Internationale de Géomatique 16/3-4, 2006: 341—358

- “De l’intérêt de la cartographie pour comprendre, évaluer et gérer le risque volcanique en Martinique (Antilles françaises)“, en: Terres d’Amérique: La Caraïbe: données environnementales; Géode Caraïbe, 2006. pp. 203—237

- "L’île de la Dominique (arc des Petites Antilles), un cas extrême d’exposition aux menaces volcaniques: une approche géographique de la vulnérabilité en contexte insulaire", en: Bull. de l’A.G.F. 81e Année. Nº 1. marzo de 2004: 93—102

- “Des cartes pour comprendre, évaluer et gérer le risque volcanique en Martinique (Antilles françaises): de l’intérêt de la cartographie en géographie des risques naturels”, en: La Géographie des risques dans le monde (sous la dir. de Wackermann G.) Ed. Ellipses, coll. Carrefours - Les Dossiers 2004: 113—125